# Komár László
Komár László (Kómár István László, Adásztevel, 1944. november 28. – Budapest, 2012. október 17.) magyar énekes.

## Élete
Komár István László néven 1944. november 28-án született Adásztevelen Komár Márton és Kovács Irén gyermekeként.
Írták az osztálykönyvet, és beírták, hogy Komár István László és a tanár úr mondta, hogy nem vagyok egy Pista típus. ’Laci, téged nem lehet Istvánnak hívni, te egy Laci típus vagy!’ – mondta és onnantól kezdve szépen használtam
1962–1965 között a Scampolo, majd 1965–1967 között a Dogs együttes tagja volt. 1966-ban részt vett a Táncdalfesztiválon. 1967-től ismét a Scampolo tagja volt, szólistaként. 1969–1970 között az Atlas és a Bergendy-együttessel lépett fel. 1970-ben jelent meg első szólókislemeze Jóbarátom címmel. 1971–1972 között a Non-Stop együttes énekese volt. 1973-ban a Szemek, Szájak, Szívek együttes tagja volt.
A hetvenes évek második felében a Sprint együttes tagja volt – 1978-ban jelent meg a nagylemezük.

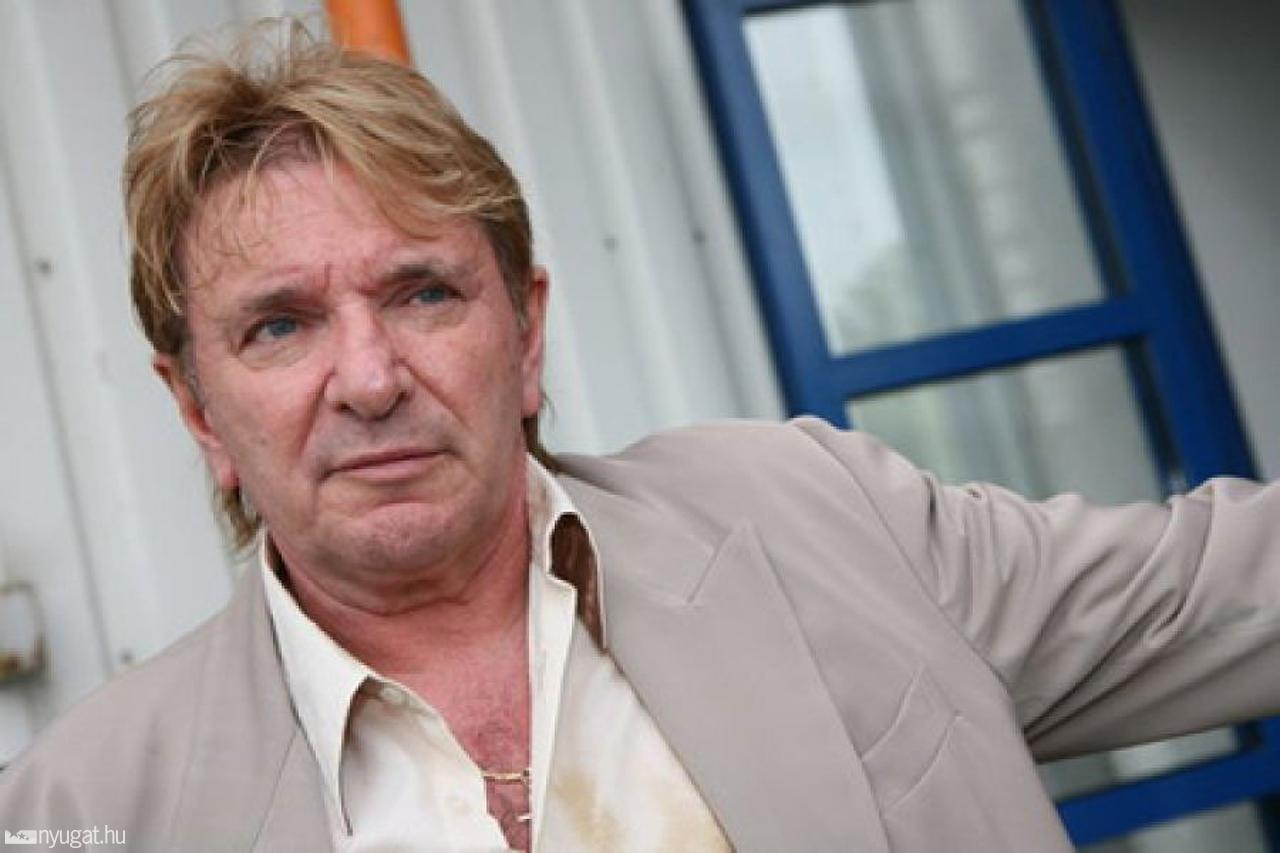
2012 októberében (Nyugat.hu)

1979-től szólóénekes. 1979-ben már szerepelt a Magyar Rádió Slágerlistáján Faragó "Judy" István és Komár László Kis piros vonat c. szerzeményével. 1980 elején a Tessék választani!-n lépett fel Fülöp Ervin zenjére írt saját szövegű Hol van már a klub c. dalával. Ugyanebben az évben Az áldozat c. film betétdalával (Oh, csak a hajnal jönne már), a Fehér hold, a Húsz év múlva és a Szóljon a zene c. dalokkal aratott sikert.
1981-ben jelent meg első önálló nagylemeze, melyet később számos újabb követett. Dalai rock and roll stílusúak, a magyar Elvis Presleynek is nevezték, mivel saját bevallása szerint is rajongója volt a Királynak. 2011. november 28-án Hungaroton kiadó Életműdíjat adományozott neki.
2006-ban rosszindulatú kötőszöveti daganatot távolítottak el a lábából, amelyet követően kemoterápiás kezelést kapott. 2011-ben nyirokmirigyrákot diagnosztizáltak nála.
2012 szeptemberében kórházi kezelése alatt tüdőembóliát kapott. Kórházból hazaengedése után volt feleségével, Komár Krisztinával kötött újra házasságot. Súlyos, gyógyíthatatlan betegsége következtében 2012. október 17-én reggel, otthonában elhunyt. November 6-án temették az Új köztemetőben, nagyszámú kollégája és rajongója részvételével, kívánságára rózsaszín Cadillacből.

## Elismerések
- Hungaroton Életműdíj (2011)

## Lemezei

### Nagylemezek
- Komár László (1981)
- A játékos (1982)
- Halványkék szemek (1983)
- Elvis Presley emléklemez I–II. (1984, 1988)
- Te vagy a játékom (1986)
- Ez a divat 1957–62 (1987)
- Meg van írva a csillagokban (1989)
- Szuvenír (1990)
- Együtt a csapat (1992)
- Viva Las Vegas (1993)
- Aranyalbum 1981-1992 (1994)
- Áll a bál a körhintán (1995)
- Férfiszív (1997)
- Szerelmes levelek (1998)
- Ma a Föld ünnepel (1998)
- Mambo Lackó (1999)
- Kell a nő (2002)
- Új arc (2005)
- Nagylemez (2011)
- Egy perc az élet (2012)
- Meg van írva a csillagokban - 5 CD-ből álló válogatás box (2014)

### Kislemezek
| Év   | A                           | B                                         | Kiadó    | Nr.       | Info                                                                                                |
| ---- | --------------------------- | ----------------------------------------- | -------- | --------- | --------------------------------------------------------------------------------------------------- |
| 1970 | Jóbarátom                   | Kovács Kati – Átmentem a szivárvány alatt | Qualiton | SP 702    | A dalt a Csuka nővérek írták, a Beatrice kíséri                                                     |
| 1971 | És…                         | Kocsmadal: Északi hosszúság 100. fok      | Pepita   | SP 836    | Tapsifüles                                                                                          |
| 1980 | Hol van már a club          | Universal – Bábel                         | Pepita   | SPS 70429 | Tessék választani!                                                                                  |
| 1980 | Ó, csak a hajnal jönne már  | Fehér Hold                                | Pepita   | SPS 70445 | Áldozat                                                                                             |
| 1980 | Bergendy – Spanyol Izabella | Húsz év múlva                             | Pepita   | SPS 70451 | Made in Hungary                                                                                     |
| 1981 | Újra és újra                | Óceán – Kuka Blues                        | Pepita   | SPS 70498 | Táncdalfesztivál                                                                                    |
| 1983 | Karácsony éj, havas álom    | Amerika legszebb asszonya                 | Favorit  | SPS 70602 | |
| 1984 | Ciao, ciao Bambina          | Marina                                    | Favorit  | SPS 70638 | |
| 1987 | Nyújtsd a két kezed         | Neoton Família – Segít a dal              | Favorit  | SPS 70780 | Sportsegély, km. Aradszky László, Benkő László, Deák Bill Gyula, Görbe Nóra, Kiss Gabi, Kovács Kati |

## Színházi szerepei
- Presser Gábor: Képzelt riport egy amerikai popfesztiválról[13]
- József és a színes, szélesvásznú álomkabát (Madách Színház)

## Filmjei, műsorai
- Benne leszek a tévében
- Az áldozat (1980)
- Ripacsok (1981)
- A nagy generáció (1985)
- Moziklip (1987)
- Na végre, itt a nyár! (2002)
- Scampolo (2005)
- Lesz egyszer egy Ifipark?

## Könyve
- Táncoló fekete lakkcipők; Alexandra, Pécs, 2005